# ソマリ航空

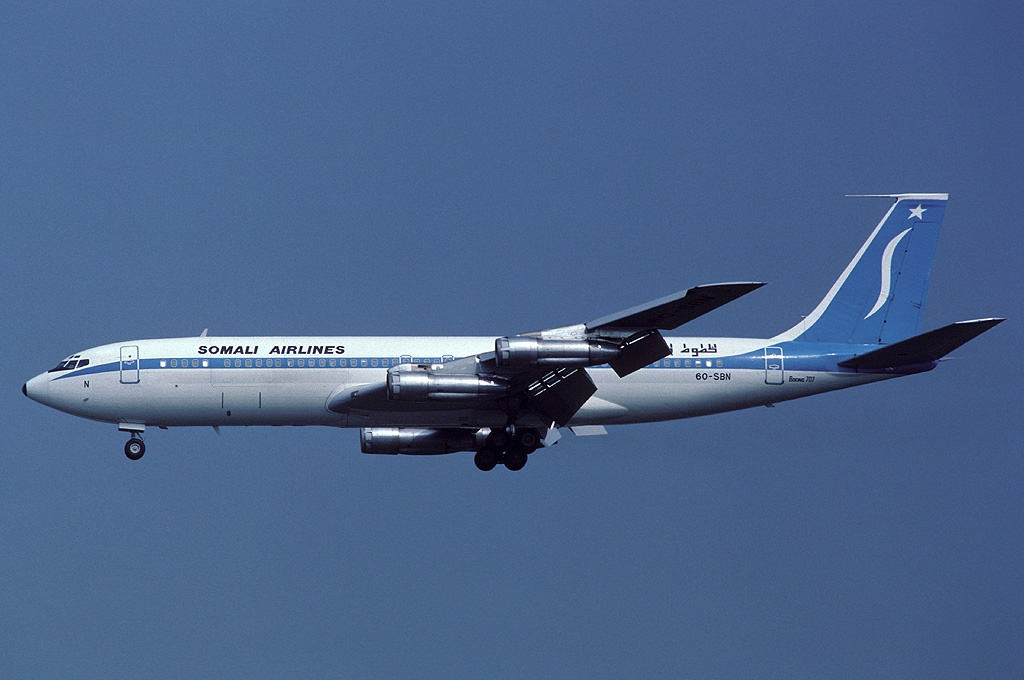
ソマリ航空の飛行機(1984年・ボーイング707)

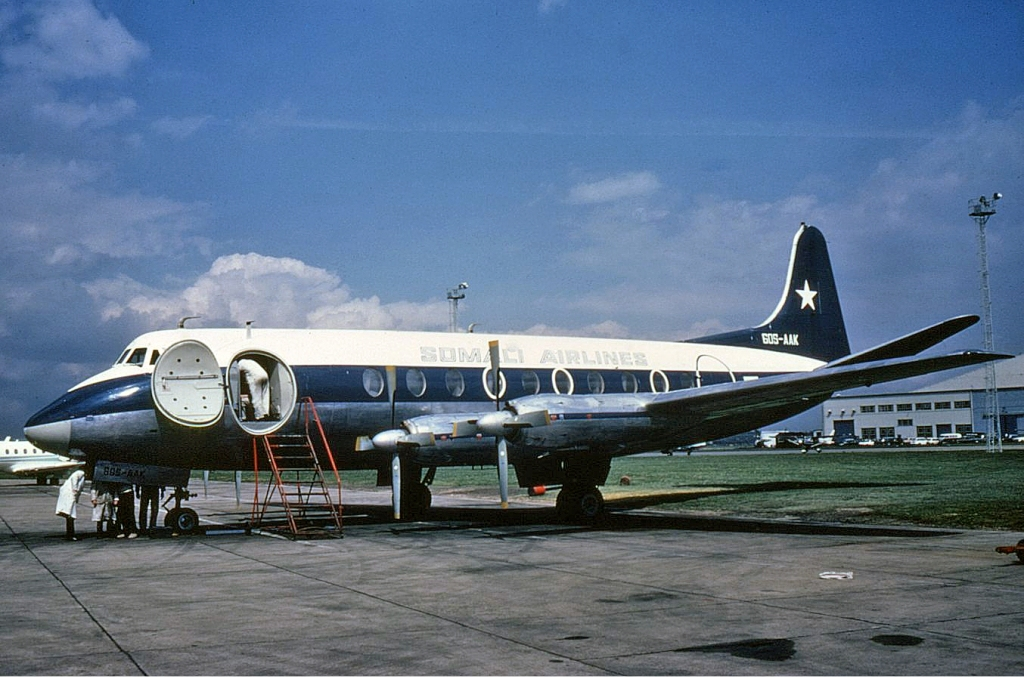
開業当時の塗装(1968年・ヴィッカーズ＝バイカウント)

ソマリ航空（Somali Airlines）はソマリアのモガディシュに本拠地を置いていた航空会社である。その後、2012年より運航再開の準備が始まり、2013年12月に初の機材が納入される予定である。

## 概要
1964年にアリタリア航空との合弁で設立された。当初はヴィッカーズ・バイカウントやDC-3を保有し、ボーイング707型機のリースを受けていた。のちに国有化され、路線を拡大していったが、1991年のソマリア内戦によって運航停止になった。
なお、ソマリ航空の運行停止後、アラブ首長国連邦に本社があるダーロ航空が実質的なフラッグキャリアとなっている一方、1998年にジュバ航空がモガディシュに設立され運行を継続している。

## 就航都市
以下は1991年以前の情報である。
アフリカ
- ジブチ：ジブチ
- エジプト：カイロ
- エチオピア：アディスアベバ
- ケニア：ナイロビ
- ソマリア：ベルベラ、モガディシュ、ハルゲイサ、キスマヨ

中東
- サウジアラビア：ジッダ
- カタール：ドーハ
- アラブ首長国連邦：アブダビ、ドバイ
- イエメン：アデン

ヨーロッパ
- イタリア：ローマ
- イギリス：ロンドン

## 機材
設立当初は、ヴィッカーズ・バイカウントやDC-3などのプロペラ機を保有し、ボーイング707型機のリースを受けていた。後にエアバスA310やフォッカー F27・ドルニエDo 228なども導入されていた。